# 여인의 초상 (1944년 영화)
《여인의 초상》(영어: The Woman in the Window)은 1944년에 개봉한 미국 영화이다.

## 한국판 성우진(KBS)
- 황원 - 리차드(에드워드 G. 로빈슨)
- 권희덕 - 엘리스(조안 베넷)
- 윤병훈 - 마이클(에드먼드 브레온)
- 탁원제 - 프랭크(레이몬드 머시)
- 신세인 - 콜린스(프랭크 도슨)
- 박신영 - 리차드의 아내(도로시 피터슨)
- 유영환 - 케네디(아서 스페이스)
- 김준 - 헤이트(댄 두리에)
- 김혜경 - 길거리 여성(아이리스 애드리언)
- 김익태 - 잭슨(토마스 E. 잭슨)
- 서문석 - 경찰(랄프 던)